# 당신은 나쁜 사람
"당신은 나쁜 사람"은 1983년에 개봉한 대한민국의 영화이다.

## 캐스팅
- 원미경
- 이구순
- 이한나
- 김동현
- 명희
- 문태선
- 이인옥